# Cariboo
Pour les articles homonymes, voir Cariboo (homonymie).

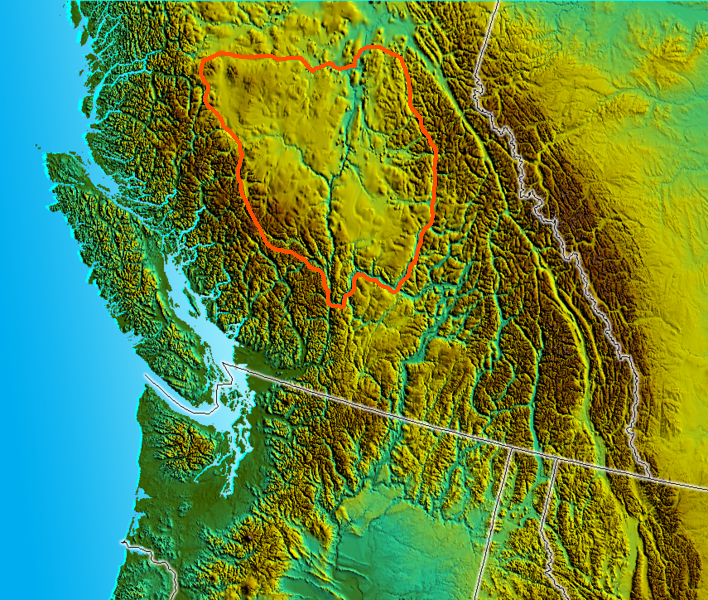
Localisation de la région culturelle et historique de Cariboo.

Cariboo est une vaste région au centre de la province de Colombie-Britannique au Canada, qui s'étend sur 131 000 km2 pour une population de seulement 171 000 habitants (ce qui correspond à 4 % de la population totale de la Colombie-Britannique). C'est la troisième plus grande région de la province.
Cariboo est située sur un plateau (le plateau Cariboo, une subdivision du plateau Intérieur) entouré de hautes montagnes. Elle bénéficie d'étés chauds et subit de fortes chutes de neige en hiver. Les températures varient généralement entre −15 °C en hiver et 22 °C en été.
Cariboo est la première région de Colombie-Britannique à avoir été colonisée par des Européens et elle a joué de ce fait un grand rôle dans l'histoire de la province. En 1861, la région est le lieu de la plus importante ruée vers l'or que la province a connue.

## Toponyme
Le toponyme « Cariboo » n'a pas de caractère officiel en tant que nom de région. Il provient de l'ancienne orthographe anglaise du mot « caribou » en référence à cet animal qui était très fréquent autrefois dans la région.

## Principales villes
- Kamloops
- Quesnel
- Barkerville
- Williams Lake
- 100 Mile House
- Clinton